# Чорногузка
Чорногу́зка — річка в Україні, в межах Володимирського (витоки) та Луцького районів Волинської області. Ліва притока Стиру (басейн Прип'яті). В історичних документах також відома під назвою Олень.

## Опис
Довжина 54 км. Площа водозбірного басейну 552 км². Похил річки 0,67 м/км. Долина коритоподібна, завширшки до 3 км, завглибшки до 40 м. Заплава двостороння, завширшки 300—400 м (до 700 м), заболочена, на окремих ділянках осушена. Річище подекуди випрямлене, звивисте, завширшки 1—3 (до 30 м), завглибшки до 1,4—2 м. Використовується на побутове водопостачання та сільськогосподарські потреби, рибництво. Є штучні водойми. 

## Розташування
Чорногузка бере початок з джерел біля села Бубніва. Тече переважно на схід у межах Волинської височини. Впадає до Стиру на схід від села Новостав. 
Основна притока: Полонка (права).